# Abraham Simon
Abraham Simon (Symonds, Symons), född 1617 i London, död 1692 i London, var en engelsk vaxmodellör och medaljkonstnär.
Han var son till köpmannen Peter Simon och Anne Germain från Guernsey samt bror till Thomas Simon. Simons farfar var en fransman som utvandrade till England under 1500-talet och Simons biografi är delvis dold i dunkel. Man har försökt att skilja bröderna Simons konstnärliga verksamhet och stil åt men det är ytterst svårt då deras verk är så lika varandra. Man har varit inne på tankegången att bröderna ibland samarbetade och att Abraham Simon varit vaxpoussören och brodern Thomas Simon sedan skurit stamparna men detta är inte bevisat och knappast troligt. Klart är dock att båda bröderna framstår som Englands främsta medaljkonstnärer under 1600-talet. Av signerade porträtt vet man att han var verksam i England under åren 1645–1647 samt några år på 1650-talet. Det finns klara kronologiska uppgifter om hans vistelser i Sverige från oktober 1651 då han från änkedrottning Maria Eleonora erhåller 10 daler silvermynt i arvode för utfört arbete. I oktober 1654 får han i uppdrag att utföra en medalj inför Hedvig Eleonoras kröning och denna skådepenning kan med säkerhet attribueras till Simon. Den är mycket olik Simons övriga engelska produktion och utgör med sin detaljrikedom i fråga om kläder och smycken en kontrast mot den engelska produktionen som är enkla, nästan spartanska, väl sammanhållna porträttreliefer på små ytor. Han är uppförd i den svenska hovstaten 1655–1660 och man vet att han förutom sin lön kvitterade ut arvoden 1655, 1657 och 1658 men vad han uträttade för dessa arvoden är okänt. På uppdrag av drottningen sändes han att porträttera fältherren Raimondo Montecuccoli som vistades i Stockholm 1653–1654 såsom han avbildat andra bemärkta personer för drottningen som hon hade för avsikt att infatta i goldene Medaillons. Simon är representerad med ett självporträtt i vax på British Museum i London och Livrustkammaren i Stockholm.